# Bước nhảy hoàn vũ (mùa 2)
Mùa thứ hai của chương trình Bước nhảy hoàn vũ do Đài Truyền hình Việt Nam và công ty Cát Tiên Sa phối hợp sản xuất, được phát sóng trên kênh VTV3 từ ngày 17 tháng 4 năm 2011 đến ngày 3 tháng 7 năm 2011. Mùa này có sự góp mặt của 10 người nổi tiếng cùng tham gia, do đó số lượng đêm thi được tăng thêm hai so với năm trước. 
Ca sĩ Thu Minh đã vượt qua hai đồng nghiệp là Thủy Tiên và Nguyên Vũ để trở thành người chiến thắng của mùa này với tỷ lệ phần trăm khán giả bình chọn chỉ hơn xấp xỉ 0,11%.

## Ban giám khảo và dẫn chương trình
Theo kế hoạch, bốn giám khảo của mùa trước là Lê Hoàng, Nguyễn Quang Dũng, Chí Anh và Khánh Thi đều quay trở lại ở mùa này; tuy nhiên chỉ có Chí Anh và Khánh Thi xuất hiện ngay từ đầu cùng với giám khảo mới Đức Huy. Đối với vị trí giám khảo thứ tư, ban tổ chức ban đầu xác nhận Lại Văn Sâm sẽ thay thế vai trò của Nguyễn Quang Dũng, tuy nhiên vào ngày 16 tháng 4, nhà sản xuất lại thông báo nhạc sĩ Trần Tiến sẽ làm giám khảo thứ tư. Mặc dù vậy, tới hết tuần thứ ba, Trần Tiến đã phải rời ghế giám khảo vì lý do cá nhân; thay thế cho ông là sự trở lại của đạo diễn Nguyễn Quang Dũng. Thanh Bạch tiếp tục giữ vai trò người dẫn chương trình của mùa thứ hai cùng với người đồng dẫn mới Đoan Trang; trước đó Ngô Thanh Vân đã được mời vào vị trí này nhưng đượcc nhận lại lời từ chối lặng lẽ.

## Các thí sinh
Tổng cộng 10 thí sinh tham gia chương trình mùa này, nhiều hơn hai người so với mùa đầu tiên. Phan Anh, Thủy Tiên, Vũ Thu Phương, Trương Ngọc Tình là những nhân vật đầu tiên được xác nhận tham gia thi tài, nhưng không lâu sau đó hai nam nghệ sĩ đã nhanh chóng rút tên ra khỏi danh sách dự thi. Tiếp đó, Thu Minh, Huy Khánh, Đại Nghĩa, Phạm Anh Khoa, Kim Hiền, Thanh Thúy và Vĩnh Thụy được xác nhận tham gia. Ngay sau khi được công bố có mặt trong dàn thí sinh, người mẫu Vĩnh Thụy đã vướng vào bê bối buôn lậu quốc tế từ Úc sang Việt Nam, và vào ngày 29 tháng 3 năm 2011, anh chính thức gửi đơn rút lui. Hứa Vĩ Văn ngay lập tức được chọn thay thế và Nguyên Vũ là cái tên cuối cùng được thêm vào dàn thí sinh.
Hai vũ công Anna Nikolaeva Sidova và Tisho Gavrilov của mùa trước tiếp tục đồng hành cùng chương trình trong mùa thi này. Bên cạnh đó, đội ngũ vũ sư cũng bao gồm: Aleksandar Vachev, Daniel Nikolov Denev, Luchezar Stefanov Todorov, Petyo Dimitrov Stoyanov, Petya Bozhidarova Dimitrova, Valeriya Nikolaeva Bozukova, Tsveta Krasimirova Tsocheva và Iva Ludmilova Grigorova.
| Thí sinh      | Nghề nghiệp          | Đồng đội                          | Số báo danh | Kết quả     |
| ------------- | -------------------- | --------------------------------- | ----------- | ----------- |
| Hứa Vĩ Văn    | Diễn viên            | Anna Nikolaeva Sidova             | 02          | Bị loại (3) |
| Kim Hiền      | Diễn viên            | Daniel Nikolov Denev              | 01          | Bị loại (4) |
| Huy Khánh     | Diễn viên, người mẫu | Tsveta Krasimirova Tsocheva       | 06          | Bị loại (5) |
| Vũ Thu Phương | Diễn viên, người mẫu | Tihomir Romanov "Tisho" Gavrilov  | 03          | Bị loại (6) |
| Đại Nghĩa     | Diễn viên            | Valeriya Nikolaeva Bozukova       | 07          | Bị loại (7) |
| Thanh Thúy    | Diễn viên            | Aleksandar Iliev Vachev           | 05          | Bị loại (8) |
| Phạm Anh Khoa | Ca sĩ                | Iva Ludmilova Grigorova           | 04          | Bị loại (9) |
| Nguyên Vũ     | Ca sĩ, diễn viên     | Petya Bozhidarova Dimitrova       | 09          | Cúp đồng    |
| Thủy Tiên     | Ca sĩ                | Petyo Dimitrov Stoyanov           | 10          | Cúp bạc     |
| Thu Minh      | Ca sĩ                | Lachezar Stefanov "Lucho" Todorov | 08          | Cúp vàng    |

## Bảng điểm
| Cặp                            | Hạng | 2  | 3  | 2+3 | 4  | 5  | 6  | 7  | 8  | 9        | 10       |
| ------------------------------ | ---- | -- | -- | --- | -- | -- | -- | -- | -- | -------- | -------- |
| Thu Minh & Lachezar            | 1    | 36 | 34 | 70  | 36 | 35 | 38 | 37 | 36 | 38+35=73 | 40+39=79 |
| Thủy Tiên & Petyo              | 2    | 33 | 30 | 63  | 35 | 34 | 34 | 35 | 35 | 36+36=72 | 37+40=77 |
| Nguyên Vũ & Petya              | 3    | 35 | 32 | 67  | 33 | 34 | 34 | 35 | 38 | 38+37=75 | 37+38=75 |
| Anh Khoa & Iva                 | 4    | 34 | 38 | 72  | 33 | 30 | 34 | 34 | 38 | 37+34=71 |          |
| Thanh Thúy & Aleks             | 5    | 36 | 33 | 69  | 34 | 38 | 37 | 34 | 36 |          |          |
| Đại Nghĩa & Valeriya           | 6    | 33 | 34 | 67  | 35 | 33 | 34 | 35 |    |          |          |
| Thu Phương & Tisho             | 7    | 32 | 35 | 67  | 32 | 31 | 32 |    |    |          |          |
| Huy Khánh & Tsveta             | 8    | 32 | 33 | 65  | 35 | 31 |    |    |    |          |          |
| Kim Hiền & Daniel              | 9    | 30 | 35 | 65  | 31 |    |    |    |    |          |          |
| Vĩ Văn & Anna Nikolaeva Sidova | 10   | 31 | 29 | 60  |    |    |    |    |    |          |          |

Điểm đỏ dành cho thí sinh có điểm số thấp nhất trong tuần.
Điểm xanh dành cho thí sinh có điểm số cao nhất trong tuần.
Điểm gạch chân dành cho thí sinh được yêu thích của tuần.
     Cặp đôi chiến thắng chung cuộc
     Cặp đôi về nhì
     Cặp đôi về ba
     Cặp đôi được gọi tên cuối cùng (có thể thuộc nhóm không an toàn hoặc không)
     Cặp đôi bị loại
Ghi chú
- Tuần 2: Các thí sinh lần đầu trình diễn với một trong hai vũ điệu Cha-Cha-Cha và Waltz. Thanh Thuý bùng nổ sexy trong điệu Cha-Cha-Cha còn Thu Minh thì xuất sắc ở bài Waltz và cả hai đều giành được bốn điểm 9 từ cả bốn giám khảo. Ngoài ra, một số thí sinh khác cũng giành được điểm 9 cho mình: Nguyên Vũ (ba điểm 9), Anh Khoa (hai điểm 9), Thủy Tiên, Hứa Vĩ Văn và Đại Nghĩa (duy nhất một điểm 9). Kim Hiền đứng chót bảng xếp hạng nhưng trong đêm đó không có thí sinh nào bị loại.
- Tuần 3: Ở tuần lễ thứ ba, hai cặp thí sinh sẽ chia tay cuộc thi. Các thí sinh đều phải thi một bài nhảy Freestyle (tự do). Anh Khoa xuất sắc giành được hai điểm 10 từ hai trong bốn giám khảo và vươn lên vị trí dẫn đầu cho tổng điểm cả hai đêm. Kim Hiền nhường lại vị trí hạng chót cho Hứa Vĩ Văn khi anh chỉ giành được 29⁄40 điểm cho bài thi, là số điểm thấp nhất trong mùa giải. Kim Hiền đã có màn trình diễn khá hơn nhưng vẫn rơi vào vòng nguy hiểm. Dù sao Hứa Vĩ Văn vẫn là người đầu tiên bị loại của mùa giải.
- Tuần 4: Nội dung thi là Rumba hoặc Quickstep. Vũ công Lachezar - bạn nhảy của Thu Minh không thể tham gia đêm thi vì lý do bị bệnh, vũ công Ngô Minh Đức được tạm cử làm bạn nhảy của Thu Minh, dù vậy nhưng chị vẫn trở lại dẫn đầu với bốn điểm 9 từ bốn giám khảo. Kim Hiền có màn trình diễn không khác so với các tuần trước nên đã đứng hạng chót. Vũ Thu Phương mặc dù có ý tưởng cho bài nhảy khá ấn tượng nhưng vẫn rơi vào vòng nguy hiểm. Kết quả là Kim Hiền đã bị loại.
- Tuần 5: Nội dung thi là Jive hoặc Tango. Thanh Thúy một lần nữa gây bất ngờ với hai điểm 10 và hai điểm 9 từ các giám khảo, đứng nhất bảng xếp hạng. Anh Khoa đứng hạng chót với 30⁄40 điểm nhưng không bị loại. Thay vào đó, Huy Khánh là người thứ ba bị loại của mùa giải. Còn Vũ Thu Phương một lần nữa là thí sinh không an toàn nhưng không bị loại.
- Tuần 6: Nội dung thi là Foxtrot và Paso Doble. Thu Minh trở lại phong độ dẫn đầu với 38⁄40 điểm cho bài Paso Doble. Thanh Thúy tụt xuống hạng hai vì chỉ đạt được 37⁄40 điểm cho bài Foxtrot. Vũ Thu Phương đứng hạng chót và bị loại trong đêm đó.
- Tuần 7: Các thí sinh phải thi điệu Samba và một màn trình diễn tập thể điệu Cha-Cha-Cha (Exhibition Dance) nhưng không chấm điểm phần này.Ở vòng thi Samba, Thu Minh tiếp tục xuất sắc dẫn đầu ở điểm 37⁄40. Thanh Thúy bất ngờ về hạng chót chỉ với 34⁄40 điểm và rơi vào vòng nguy hiểm. Anh Khoa cũng vậy nhưng đã an toàn trước. Đại Nghĩa không đứng chót nhưng đã bị loại.
- Tuần 8: Các thí sinh có quyền lựa chọn một điệu nhảy chưa học và một màn trình diễn tập thể điệu Viennese Waltz (Exhibition Dance) nhưng cũng không chấm điểm phần này. Ở vòng đầu tiên, hai thí sinh nam duy nhất bất ngờ đồng dẫn đầu. Các người hâm mộ đã cứu Thủy Tiên tới vòng sau khi đang ở hạng chót. Thu Minh mất vị trí dẫn đầu và rơi vào vòng nguy hiểm. Thanh Thúy không đứng chót nhưng đã bị loại.
- Tuần 9: Các thí sinh phải thi hai điệu chưa từng học ở bảy tuần trước. Nguyên Vũ luôn trình diễn đầu tiên nhưng tiếp tục đứng nhất bảng với 75⁄80 điểm.Thu Minh chỉ vươn được tới hạng hai. Thủy Tiên rơi vào vòng nguy hiểm. Anh Khoa có số điểm thấp nhất và là người cuối cùng bị loại của chương trình.
- Tuần 10 - Chung kết: Đêm chung kết rất sôi động khi Thu Minh dành tổng số điểm gần hoàn hảo 79⁄80, Thủy Tiên dù có bài FreeStyle công phu đạt điểm tối đa và nhiều người hâm mộ nhưng chỉ về nhì, đồng thời đây là lần đầu tiên trong lịch sử cuộc thi có hai điểm 40⁄40 trong cùng một đêm thi. Dù sao, Nguyên Vũ về hạng chót ở 75⁄80 điểm và cũng chỉ đứng hạng ba và Thu Minh trở thành Bà Hoàng Khiêu Vũ của Bước nhảy hoàn vũ mùa thứ 2.

## Màn trình diễn cao và thấp điểm nhất
Dưới đây liệt tên các cặp thí sinh có phần trình diễn hay nhất và tệ nhất theo số điểm của ban giám khảo:
| Vũ điệu        | Xuất sắc nhất                 | Điểm số         | Kém nhất                 | Điểm số         |
| -------------- | ----------------------------- | --------------- | ------------------------ | --------------- |
| Cha Cha Cha    | Thanh Thúy Thu Minh Thủy Tiên | 36              | Kim Hiền                 | 30              |
| Waltz          | Nguyên Vũ                     | 38              | Hứa Vĩ Văn               | 31              |
| Quickstep      | Thu Minh                      | 38              | Kim Hiền                 | 31              |
| Rumba          | Thu Minh                      | 40              | Phạm Anh Khoa            | 33              |
| Jive           | Thanh Thúy Phạm Anh Khoa      | 38              | Vũ Thu Phương            | 31              |
| Tango          | Thu Minh                      | 35              | Phạm Anh Khoa            | 30              |
| Foxtrot        | Thanh Thúy                    | 37              | Vũ Thu Phương            | 32              |
| Paso Doble     | Thu Minh Nguyên Vũ            | 38              | Phạm Anh Khoa Thủy Tiên  | 34              |
| Samba          | Thu Minh Thủy Tiên            | 37              | Phạm Anh Khoa Thanh Thúy | 34              |
| Freestyle      | Thủy Tiên                     | 40              | Hứa Vĩ Văn               | 29              |
| Viennese Waltz | không chấm điểm               | không chấm điểm | không chấm điểm          | không chấm điểm |

## Điểm trung bình
| Xếp hạng điểm trung bình | Xếp hạng thực tế | Cặp đôi                        | Tổng điểm | Số điệu nhảy | Điểm trung bình |
| ------------------------ | ---------------- | ------------------------------ | --------- | ------------ | --------------- |
| 1                        | 1                | Thu Minh & Luchezar            | 404       | 11           | 36,7            |
| 2                        | 3                | Nguyên Vũ & Petya              | 391       | 11           | 35,5            |
| 3                        | 5                | Thanh Thuý & Aleks             | 248       | 7            | 35,4            |
| 4                        | 2                | Thủy Tiên & Petyo              | 385       | 11           | 35,0            |
| 5                        | 4                | Anh Khoa & Iva                 | 312       | 9            | 34,7            |
| 6                        | 6                | Đại Nghĩa & Valeriya           | 204       | 6            | 34,0            |
| 7                        | 8                | Huy Khánh & Tsveta             | 131       | 4            | 32,8            |
| 8                        | 7                | Thu Phương & Tisho             | 162       | 5            | 32,4            |
| 9                        | 9                | Kim Hiền & Daniel              | 96        | 3            | 32,0            |
| 10                       | 10               | Vĩ Văn & Anna Nikolaeva Sidova | 60        | 2            | 30,0            |

## Điểm cao nhất và điểm thấp nhất
Sau đây là điểm cao nhất và thấp nhất từ các giám khảo của mỗi thí sinh:
| Cặp thí sinh                   | Điệu nhảy có điểm cao nhất                     | Điệu nhảy có điểm thấp nhất |
| ------------------------------ | ---------------------------------------------- | --------------------------- |
| Thu Minh & Luchezar            | Rumba (40)                                     | Freestyle (34)              |
| Thủy Tiên & Petyo              | FreeStyle [chung kết] (40)                     | FreeStyle [tuần 3] (30)     |
| Nguyên Vũ & Petya              | Paso Doble, Waltz & FreeStyle [chung kết] (38) | FreeStyle [tuần 3] (32)     |
| Anh Khoa & Iva                 | Freestyle & Jive (38)                          | Tango (30)                  |
| Thanh Thuý & Aleks             | Jive (38)                                      | Freestyle (33)              |
| Đại Nghĩa & Valeriya           | Quickstep & Samba (35)                         | Cha-Cha-Cha & Jive (33)     |
| Thu Phương & Tisho             | Freestyle (35)                                 | Jive (31)                   |
| Huy Khánh & Tsveta             | Rumba (35)                                     | Tango (31)                  |
| Kim Hiền & Daniel              | Freestyle (35)                                 | Cha-Cha-Cha (30)            |
| Vĩ Văn & Anna Nikolaeva Sidova | Waltz (31)                                     | Freestyle (29)              |

## Kết quả các tuần

### Tuần 1 - Launch Night
Lên sóng:17 tháng 04
Địa điểm: Cung thể thao Quần Ngựa, Hà Nội
Các màn trình diễn ra mắt mùa giải bao gồm một số buổi biểu diễn đặc biệt của khách mời, các giám khảo và các chuyên nghiệp. Sự cạnh tranh chính khai mạc vào tuần sau.

### Tuần 2+3

#### Tuần 2
Lên sóng: 24 tháng 04
Địa điểm: Cung thể thao Quần Ngựa, Hà Nội
Chủ đề: Cha-Cha-Cha hoặc Waltz
Ca sĩ: Hồ Trung Dũng, Tiêu Châu Như Quỳnh và Dương Ánh Linh
Khách mời: Nguyễn Ngọc Anh và nghệ sĩ violon Trần Quang Duy
Điểm số các thí sinh nhận được từ hội đồng giám khảo được xếp theo thứ tự từ trái sang phải như sau: Trần Tiến - Khánh Thi - Đức Huy - Chí Anh
Xếp theo thứ tự trình diễn
| Cặp đôi                        | Giám khảo    | Giám khảo | Phong cách  | Âm nhạc                                                                                        |
| Cặp đôi                        | Điểm         | Quy đổi   | Phong cách  | Âm nhạc                                                                                        |
| ------------------------------ | ------------ | --------- | ----------- | ---------------------------------------------------------------------------------------------- |
| Kim Hiền & Daniel              | 30 (7,7,8,8) | 1         | Cha-Cha-Cha | "Uptown Girl" — Billy Joel                                                                     |
| Vĩ Văn & Anna Nikolaeva Sidova | 31 (7,7,8,9) | 2         | Waltz       | "Only Time" — Enya                                                                             |
| Thu Phương & Tisho             | 32 (8,8,8,8) | 4         | Cha-Cha-Cha | "Come On Over Baby (All I Want Is You)" — Christina Aguilera                                   |
| Anh Khoa & Iva                 | 34 (9,8,8,9) | 7         | Waltz       | "Davy Jones theme" — do Hans Zimmer hòa âm trong phim Pirates of the Caribbean: At World's End |
| Thanh Thúy & Aleks             | 36 (9,9,9,9) | 10        | Cha-Cha-Cha | "Sway" — Pablo Beltrán Ruiz                                                                    |
| Huy Khánh & Tsveta             | 32 (8,8,8,8) | 4         | Waltz       | "When Forever Has Gone" — Demis Roussos                                                        |
| Đại Nghĩa & Valeriya           | 33 (8,8,9,8) | 6         | Cha-Cha-Cha | "Speak up Mambo (Cuentame)" — The Manhattan Transfer                                           |
| Thu Minh & Luchezar            | 36 (9,9,9,9) | 10        | Waltz       | "It Is You (I Have Loved)" — do Dana Glover biên soạn cho phim Shrek                           |
| Nguyên Vũ & Petya              | 35 (9,9,9,8) | 8         | Cha-Cha-Cha | "Amor" — Ricky Martin                                                                          |
| Thủy Tiên - Petyo              | 33 (9,8,8,8) | 6         | Waltz       | "Nocturne" — Secret Garden                                                                     |

#### Tuần 3
Lên sóng: 01 tháng 05
Địa điểm: Cung thể thao Quần Ngựa, Hà Nội
Chủ đề: Freestyle
Ca sĩ: Hồ Trung Dũng, Tiêu Châu Như Quỳnh, Lê Kim Ngân
Khách mời: DJ Slim V, Tùng Dương
Điểm số các thí sinh nhận được từ hội đồng giám khảo được xếp theo thứ tự từ trái sang phải như sau: Trần Tiến - Khánh Thi - Đức Huy - Chí Anh
Xếp theo thứ tự trình diễn
| Cặp đôi                        | Giám khảo      | Giám khảo | Phong cách | Âm nhạc                                                                                   |
| Cặp đôi                        | Điểm           | Quy đổi   | Phong cách | Âm nhạc                                                                                   |
| ------------------------------ | -------------- | --------- | ---------- | ----------------------------------------------------------------------------------------- |
| Nguyên Vũ & Petya              | 32 (8,8,8,8)   | 3         | Freestyle  | do Klaus Badelt biên soạn cho phim Pirates of the Caribbean: The Curse of the Black Pearl |
| Thu Phương & Tisho (& Petyo)   | 35 (9,8,9,9)   | 9         | Freestyle  | do Tan Dun biên soạn cho Dạ yến (2006)                                                    |
| Huy Khánh & Tsveta             | 33 (8,8,8,9)   | 5         | Freestyle  | "Hit the Road Jack" — Percy Mayfield                                                      |
| Thanh Thúy & Aleks             | 33 (9,9,8,7)   | 5         | Freestyle  | "Duel" — Bond                                                                             |
| Anh Khoa & Iva                 | 38 (9,9,10,10) | 10        | Freestyle  | "Shopska Ruchenitsa" — dân ca Bulgary                                                     |
| Kim Hiền & Daniel              | 35 (9,9,8,9)   | 9         | Freestyle  | "All That Jazz" — trích vở nhạc kịch Chicago năm 1975                                     |
| Thu Minh & Lucho               | 34 (9,9,8,8)   | 7         | Freestyle  | "Low" —Flo Rida & T-Pain trong phim Step Up 2: The Streets                                |
| Đại Nghĩa & Valeriya           | 34 (9,8,9,8)   | 7         | Freestyle  | "The Phantom of the Opera" — trích vở nhạc kịch năm 1986                                  |
| Thủy Tiên & Petyo              | 30 (8,7,8,7)   | 2         | Freestyle  | "Conga" — Miami Sound Machine của Gloria Estefan                                          |
| Vĩ Văn & Anna Nikolaeva Sidova | 29 (8,7,8,6)   | 1         | Freestyle  | "Singin' in the Rain" — trong phim Hollywood Revue Of 1929                                |

- Anh Khoa và Iva là cặp đôi đầu tiên nhận được điểm 10 từ ban giám khảo trong mùa giải 2

### Tuần 4
Lên sóng: 15 tháng 05
Địa điểm: Cung thể thao Quần Ngựa, Hà Nội
Chủ đề: Rumba hoặc Quickstep
Ca sĩ: Hồ Trung Dũng, Tiêu Châu Như Quỳnh, Kim Ngân
Khách mời: Minh Quân, Ngô Minh Đức
Đạo diễn Nguyễn Quang Dũng được thay thế vị trí của giám khảo Trần Tiến sau khi ông từ bỏ cương vị của mình. Điểm số các thí sinh nhận được từ hội đồng giám khảo được xếp theo thứ tự từ trái sang phải như sau: Nguyễn Quang Dũng - Khánh Thi - Đức Huy - Chí Anh
Xếp theo thứ tự trình diễn
| Cặp đôi                 | Giám khảo    | Giám khảo | Phong cách | Âm nhạc                                                                             |
| Cặp đôi                 | Điểm         | Quy đổi   | Phong cách | Âm nhạc                                                                             |
| ----------------------- | ------------ | --------- | ---------- | ----------------------------------------------------------------------------------- |
| Nguyên Vũ & Petya       | 33 (8,9,8,8) | 4         | Quickstep  | "Kachiusa"/"Chiều Matxcova" — Valentina Batishcheva/soạn bởi Vasily Solovyov-Sedoi  |
| Anh Khoa & Iva          | 33 (8,8,8,9) | 4         | Rumba      | "Besame Mucho" — viết bởi Consuelo Velázquez                                        |
| Thu Phương & Tisho      | 32 (8,8,8,8) | 2         | Quickstep  | "Walking on Sunshine" — Katrina and the Waves                                       |
| Thu Minh & Ngô Minh Đức | 36 (9,9,9,9) | 9         | Rumba      | "My All" — Mariah Carey                                                             |
| Thanh Thúy & Aleks      | 34 (9,9,8,8) | 5         | Quickstep  | "You're the One That I Want" — John Travolta & Olivia Newton-John trong phim Grease |
| Thủy Tiên & Petyo       | 35 (8,9,9,9) | 8         | Rumba      | "Hold Me" — Ebba Forsberg trong Model (kịch Hàn Quốc)                               |
| Đại Nghĩa & Iva         | 35 (8,9,9,9) | 8         | Quickstep  | "Lucky Day" — Jonathan Edwards                                                      |
| Huy Khánh & Tsveta      | 35 (9,9,9,8) | 8         | Rumba      | "Song from a Secret Garden" — soạn bởi Eileen Foster, thể hiện bởi Secret Garden    |
| Kim Hiền & Daniel       | 31 (7,8,8,8) | 1         | Quickstep  | "Mr. Pinstripe Suit" — Big Bad Voodoo Daddy                                         |

### Tuần 5
Lên sóng: 22 tháng 05
Địa điểm: Cung thể thao Quần Ngựa, Hà Nội
Chủ đề: Jive hoặc Tango
Ca sĩ: Tiêu Châu Như Quỳnh, Kim Ngân, Tuyết Mai
Khách mời: Đức Tuấn
Điểm số các thí sinh nhận được từ hội đồng giám khảo được xếp theo thứ tự từ trái sang phải như sau: Nguyễn Quang Dũng - Khánh Thi - Đức Huy - Chí Anh
Xếp theo thứ tự trình diễn
| Cặp đôi              | Giám khảo      | Giám khảo | Phong cách | Âm nhạc                                          |
| Cặp đôi              | Điểm           | Quy đổi   | Phong cách | Âm nhạc                                          |
| -------------------- | -------------- | --------- | ---------- | ------------------------------------------------ |
| Thu Minh & Lachezar  | 35 (9,10,8,8)  | 7         | Tango      | "Toxic" — Britney Spears                         |
| Đại Nghĩa & Valeriya | 33 (9,8,8,8)   | 4         | Jive       | "Candyman" — Christina Aguilera                  |
| Anh Khoa & Iva       | 30 (8,8,7,7)   | 1         | Tango      | "El Tango de Roxanne" — trong phim Moulin Rouge! |
| Nguyên Vũ & Petya    | 34 (9,9,8,8)   | 6         | Jive       | "Wild Dances" — Ruslana                          |
| Thủy Tiên & Petyo    | 34 (9,8,9,8)   | 6         | Tango      | "Parachute" — Cheryl Cole                        |
| Thu Phương & Tisho   | 31 (7,8,8,8)   | 3         | Jive       | "SOS" — Rihanna                                  |
| Huy Khánh & Tsveta   | 31 (7,9,8,7)   | 3         | Tango      | "Libertango" — Ástor Piazzolla                   |
| Thanh Thúy & Aleks   | 38 (10,10,9,9) | 8         | Jive       | "She Won't Say Yes" — The Love Dogs              |

### Tuần 6
Lên sóng: 29 tháng 05
Địa điểm: Cung thể thao Quần Ngựa, Hà Nội
Chủ đề: Paso Doble hoặc Foxtrot
Ca sĩ: Hồ Trung Dũng, Tiêu Châu Như Quỳnh, Kim Ngân
Khách mời: Ca sĩ Doreen Fernandez đến từ Philippines
Điểm số các thí sinh nhận được từ hội đồng giám khảo được xếp theo thứ tự từ trái sang phải như sau: Nguyễn Quang Dũng - Khánh Thi - Đức Huy - Chí Anh
Xếp theo thứ tự trình diễn
| Cặp đôi              | Giám khảo      | Giám khảo | Phong cách | Âm nhạc                                                 |
| Cặp đôi              | Điểm           | Quy đổi   | Phong cách | Âm nhạc                                                 |
| -------------------- | -------------- | --------- | ---------- | ------------------------------------------------------- |
| Thu Phương & Tisho   | 32 (8,8,8,8)   | 1         | Foxtrot    | trong phim The Pink Panther                             |
| Anh Khoa & Iva       | 34 (9,8,9,8)   | 5         | Paso Doble | "España Cañí" — Pascual Marquina Narro                  |
| Nguyên Vũ & Petya    | 34 (9,9,9,7)   | 5         | Foxtrot    | "Without You" — Badfinger                               |
| Thu Minh & Lachezar  | 38 (10,10,9,9) | 7         | Paso Doble | trong phim The Mask of Zorro                            |
| Đại Nghĩa & Valeriya | 34 (8,8,9,9)   | 5         | Foxtrot    | "You Don't Have to Say You Love Me" — Dusty Springfield |
| Thủy Tiên & Petyo    | 34 (9,8,9,8)   | 5         | Paso Doble | "O Fortuna" — Carl Orff                                 |
| Thanh Thúy & Aleks   | 37 (9,10,9,9)  | 6         | Foxtrot    | "Stand by Me" — Ben E. King                             |

### Tuần 7
Lên sóng: 05 tháng 06
Địa điểm: Cung thể thao Quần Ngựa, Hà Nội
Chủ đề: Samba và Cha-Cha-Cha tập thể (Exhibition Dance)
Ca sĩ: Hồ Trung Dũng, Tiêu Châu Như Quỳnh, Kim Ngân và rapper Mr. A
Khách mời: Ca sĩ Thanh Lam
Điểm số các thí sinh nhận được từ hội đồng giám khảo được xếp theo thứ tự từ trái sang phải như sau: Nguyễn Quang Dũng - Khánh Thi - Đức Huy - Chí Anh
Xếp theo thứ tự trình diễn
| Cặp đôi              | Giám khảo       | Giám khảo       | Phong cách  | Âm nhạc                                         |
| Cặp đôi              | Điểm            | Quy đổi         | Phong cách  | Âm nhạc                                         |
| -------------------- | --------------- | --------------- | ----------- | ----------------------------------------------- |
| Nguyên Vũ & Petya    | 35 (8,10,9,8)   | 5               | Samba       | "Hips Don't Lie" — Shakira hát với Wyclef Jean  |
| Thủy Tiên & Petyo    | 35 (8,9,9,9)    | 5               | Samba       | "On the Floor" — Jennifer Lopez hát với Pitbull |
| Anh Khoa & Iva       | 34 (7,8,9,10)   | 2               | Samba       | "Mas que Nada" — Jorge Ben                      |
| Thu Minh & Lachezar  | 37 (9,10,8,10)  | 6               | Samba       | "Dance of Birds" — Nhạc dân tộc Châu Phi        |
| Đại Nghĩa & Valeriya | 35 (8,9,9,9)    | 5               | Samba       | "La Bomba" — Ricky Martin                       |
| Thanh Thúy & Aleks   | 34 (8,9,8,9)    | 2               | Samba       | "Willy Parranda" — Adua de coco                 |
| Top 6 và đồng sự     | không chấm điểm | không chấm điểm | Cha-Cha-Cha | "Let's Get Loud" — Jennifer Lopez               |

### Tuần 8
Lên sóng: 19 tháng 06
Địa điểm: Nhà thi đấu Đa năng, Bà Rịa – Vũng Tàu
Chủ đề: Một vũ điệu chưa học tự chọn và Viennese Waltz tập thể (Exhibition Dance)
Ca sĩ: Hồ Trung Dũng, Tiêu Châu Như Quỳnh, Kim Ngân, Ánh Linh
Khách mời: Ca sĩ Thanh Bùi; Cặp vũ công Oksana Nikiforova & Vasily Anokhin
Điểm số các thí sinh nhận được từ hội đồng giám khảo được xếp theo thứ tự từ trái sang phải như sau: Nguyễn Quang Dũng - Khánh Thi - Đức Huy - Chí Anh
Xếp theo thứ tự trình diễn
| Cặp đôi             | Giám khảo       | Giám khảo       | Khán giả        | Khán giả        | Tổng (1:1)      | Phong cách     | Âm nhạc                                                |
| Cặp đôi             | Điểm            | Quy đổi         | Bình chọn (%)   | Quy đổi         | Tổng (1:1)      | Phong cách     | Âm nhạc                                                |
| ------------------- | --------------- | --------------- | --------------- | --------------- | --------------- | -------------- | ------------------------------------------------------ |
| Nguyên Vũ & Petya   | 38 (9,10,10,9)  | 5               | 16.44           | 2               | 7               | Paso Doble     | do Don Davis soạn cho Ma trận                          |
| Thu Minh & Lachezar | 36 (9,10,9,8)   | 3               | 16.78           | 4               | 7               | Cha-Cha-Cha    | "Corazón De Melao" — Emmanuel                          |
| Thủy Tiên & Petyo   | 35 (10,9,8,8)   | 1               | 33.88           | 5               | 6               | Jive           | "Girlfriend" — Avril Lavigne                           |
| Anh Khoa & Iva      | 38 (10,9,9,10)  | 5               | 16.61           | 3               | 8               | Jive           | "Only You" — Jungle James                              |
| Thanh Thúy & Aleks  | 36 (9,9,9,9)    | 3               | 16.29           | 1               | 4               | Rumba          | "My Heart Will Go On" — Celine Dion trong phim Titanic |
| Top 5 và đồng sự    | không chấm điểm | không chấm điểm | không chấm điểm | không chấm điểm | không chấm điểm | Viennese Waltz | "When a Man Loves a Woman" — Percy Sledge              |

### Tuần 9
Lên sóng: 26 tháng 06
Địa điểm: Nhà thi đấu Đa năng, Bà Rịa – Vũng Tàu
Chủ đề: Hai điệu nhảy chưa được học trong bảy tuần thi đầu
Ca sĩ: Hồ Trung Dũng, Tiêu Châu Như Quỳnh, Ánh Linh, Tuyết Mai
Khách mời: ca sĩ Minh Hằng
Điểm số các thí sinh nhận được từ hội đồng giám khảo được xếp theo thứ tự từ trái sang phải như sau: Nguyễn Quang Dũng - Khánh Thi - Đức Huy - Chí Anh
Xếp theo thứ tự trình diễn
| Cặp đôi             | Giám khảo      | Giám khảo | Khán giả    | Khán giả | Tổng (1:1) | Phong cách                              | Âm nhạc                                                 |
| Cặp đôi             | Điểm           | Quy đổi   | % Bình chọn | Quy đổi  | Tổng (1:1) | Phong cách                              | Âm nhạc                                                 |
| ------------------- | -------------- | --------- | ----------- | -------- | ---------- | --------------------------------------- | ------------------------------------------------------- |
| Nguyên Vũ & Petya   | 38 (9,10,10,9) | 4         | 18.85       | 2        | 6          | Waltz                                   | "I Will Always Love You" —- Dolly Parton                |
| Nguyên Vũ & Petya   | 37 (9,10,9,9)  | 4         | 18.85       | 2        | 6          | Rumba                                   | "Right Here Waiting" — Richard Marx                     |
| Thủy Tiên & Petyo   | 36 (9,9,9,9)   | 2         |             | 4        | 6          | Quickstep                               | "The Queen" — Velvet                                    |
| Thủy Tiên & Petyo   | 36 (8,9,10,9)  | 2         | Cha-Cha-Cha | 4        | 6          | "Telephone" — Lady Gaga hát với Beyoncé |                                                         |
| Thu Minh & Lachezar | 38 (10,10,9,9) | 3         |             | 3        | 6          | Quickstep                               | "Hey! Pachuco!" — Royal Crown Revue trong phim The Mask |
| Thu Minh & Lachezar | 35 (8,9,9,9)   | 3         | Jive        | 3        | 6          | "The Boy Does Nothing" — Alesha Dixon   |                                                         |
| Anh Khoa & Iva      | 37 (9,9,10,9)  | 1         |             | 1        | 2          | Quickstep                               | "Dancin' Fool" — Barry Manilow                          |
| Anh Khoa & Iva      | 36 (8,9,9,8)   | 1         | Cha-Cha-Cha | 1        | 2          | "Oye Como Va" — Santana                 |                                                         |

### Tuần 10 - Chung kết
Lên sóng: 03 tháng 07
Địa điểm: Cung thể thao Quần Ngựa, Hà Nội
Chủ đề: Một điệu nhảy tự chọn và Vũ điệu tự do (FreeStyle)
Ca sĩ: Hồ Trung Dũng, Tiêu Châu Như Quỳnh, Kim Ngân, Tuyết Mai
Khách mời: ca sĩ Hồ Ngọc Hà, các cặp thí sinh đã từng bị loại các tuần trước
Điểm số các thí sinh nhận được từ hội đồng giám khảo được xếp theo thứ tự từ trái sang phải như sau: Nguyễn Quang Dũng - Khánh Thi - Đức Huy - Chí Anh
Xếp theo thứ tự trình diễn
| Cặp đôi                        | Giám khảo        | Giám khảo       | Khán giả        | Khán giả        | Tổng (1:1)      | Phong cách  | Âm nhạc |
| Cặp đôi                        | Điểm             | Quy đổi         | % Bình chọn     | Quy đổi         | Tổng (1:1)      | Phong cách  | Âm nhạc |
| ------------------------------ | ---------------- | --------------- | --------------- | --------------- | --------------- | ----------- | --- |
| Nguyên Vũ & Petya              | 37 (9,9,10,9)    | 1               | 7.85            | 1               | 2               | Paso Doble  | "Theme from Mission: Impossible" — soạn bởi Lalo Schifrin trong phim Nhiệm vụ bất khả thi                                     |
| Nguyên Vũ & Petya              | 38 (9,10,10,9)   | 1               | 7.85            | 1               | 2               | Freestyle   | Hoà tấu nhạc cụ châu Á |
| Thu Minh & Lachezar            | 40 (10,10,10,10) | 3               | 46.13           | 3               | 6               | Rumba       | "Viens M'embrasser" — Julio Iglesias                                                                                          |
| Thu Minh & Lachezar            | 39 (9,10,10,10)  | 3               | 46.13           | 3               | 6               | Freestyle   | "Đường cong" — ban đầu bởi Thiên Vương, được biết đến nhiều bởi Thu Minh                                                      |
| Thủy Tiên & Petyo              | 37 (10,9,9,9)    | 2               | 46.02           | 2               | 4               | Samba       | "Everything I Can't Have" — Robin Thicke                                                                                      |
| Thủy Tiên & Petyo              | 40 (10,10,10,10) | 2               | 46.02           | 2               | 4               | Freestyle   | "Jai Ho! (You Are My Destiny)" — A.R. Rahman & Pussycat Dolls hát với Nicole Scherzinger trong phim Triệu phú khu ổ chuột     |
| Vĩ Văn & Anna Nikolaeva Sidova | không chấm điểm  | không chấm điểm | không chấm điểm | không chấm điểm | không chấm điểm | Foxtrot     | "Singin' in the Rain" — trong phim Hollywood Revue Of 1929                                                                    |
| Kim Hiền & Daniel              | không chấm điểm  | không chấm điểm | không chấm điểm | không chấm điểm | không chấm điểm | Rumba       | "Always on My Mind" — ban đầu bởi Brenda Lee, được biết đến nhiều bởi Willie Nelson, Elvis Presley và sau đó là Pet Shop Boys |
| Huy Khánh & Sveta              | không chấm điểm  | không chấm điểm | không chấm điểm | không chấm điểm | không chấm điểm | Rumba       | "Song from a Secret Garden" — soạn bởi Eileen Foster, thể hiện bởi Secret Garden                                              |
| Thu Phương & Tisho             | không chấm điểm  | không chấm điểm | không chấm điểm | không chấm điểm | không chấm điểm | Foxtrot     | "For Once in My Life" — Stevie Wonder                                                                                         |
| Đại Nghĩa & Valeriya           | không chấm điểm  | không chấm điểm | không chấm điểm | không chấm điểm | không chấm điểm | Paso Doble  | "Unstoppable" — E.S. Posthumus                                                                                                |
| Thanh Thuý & Aleks             | không chấm điểm  | không chấm điểm | không chấm điểm | không chấm điểm | không chấm điểm | Cha-Cha-Cha | "Beat It" — Michael Jackson                                                                                                   |
| Anh Khoa & Iva                 | không chấm điểm  | không chấm điểm | không chấm điểm | không chấm điểm | không chấm điểm | Freestyle   | "Ngọn lửa Cao Nguyên — sáng tác bởi Trần Tiến, được biết đến nhiều bởi Siu Black                                              |

## Thứ tự gọi tên
| STT | 2+3                            | 4                    | 5                    | 6                    | 7                    | 8                   | 9                   | 10                  |
| --- | ------------------------------ | -------------------- | -------------------- | -------------------- | -------------------- | ------------------- | ------------------- | ------------------- |
| 1   | Anh Khoa & Iva                 | Thu Minh & Minh Đức  | Thu Minh & Lachezar  | Thu Minh & Lachezar  | Nguyên Vũ & Petya    | Anh Khoa & Iva      | Nguyên Vũ & Petya   | Thu Minh & Lachezar |
| 2   | Thanh Thúy & Aleks (Tuần 2)    | Thủy Tiên & Petyo    | Thanh Thúy & Aleks   | Thanh Thúy & Aleks   | Thu Minh & Lachezar  | Nguyên Vũ & Petya   | Thu Minh & Lachezar | Thủy Tiên & Petyo   |
| 3   | Nguyên Vũ & Petya (Tuần 3)     | Huy Khánh & Tsveta   | Thủy Tiên & Petyo    | Thủy Tiên & Petyo    | Thủy Tiên & Petyo    | Thủy Tiên & Petyo   | Thủy Tiên & Petyo   | Nguyên Vũ & Petya   |
| 4   | Đại Nghĩa & Valeriya           | Nguyên Vũ & Petya    | Nguyên Vũ & Petya    | Nguyên Vũ & Petya    | Anh Khoa & Iva       | Thu Minh & Lachezar | Anh Khoa & Iva      |                     |
| 5   | Thu Minh & Lachezar            | Thanh Thuý & Aleks   | Anh Khoa & Iva       | Anh Khoa & Iva       | Thanh Thúy & Aleks   | Thanh Thúy & Aleks  |                     |                     |
| 6   | Thu Phương & Tihomir           | Anh Khoa & Iva       | Đại Nghĩa & Valeriya | Đại Nghĩa & Valeriya | Đại Nghĩa & Valeriya |                     |                     |                     |
| 7   | Huy Khánh & Tsveta             | Đại Nghĩa & Valeriya | Thu Phương & Tihomir | Thu Phương & Tihomir |                      |                     |                     |                     |
| 8   | Thủy Tiên & Petyo              | Thu Phương & Tihomir | Huy Khánh & Tsveta   |                      |                      |                     |                     |                     |
| 9   | Kim Hiền & Daniel              | Kim Hiền & Daniel    |                      |                      |                      |                     |                     |                     |
| 10  | Vĩ Văn & Anna Nikolaeva Sidova |                      |                      |                      |                      |                     |                     |                     |

     Cặp đôi có số điểm cao nhất từ Hội đồng giám khảo.
     Cặp đôi có số điểm cao nhất từ Hội đồng giám khảo và được yêu thích của tuần.
     Cặp đôi có số điểm thấp nhất từ Hội đồng giám khảo.
     Cặp đôi có số điểm thấp nhất từ Hội đồng giám khảo và bị loại.
     Cặp đôi được yêu thích của tuần
     Cặp đôi được yêu thích nhất của tuần và bị loại
     Cặp đôi bị loại.
     Cặp đôi chiến thắng.
     Cặp đôi về nhì.
     Cặp đôi về ba.

## Lịch diễn
Tuần 1: Launch Night
Tuần 2: Cha-Cha-Cha hoặc Waltz
Tuần 3: FreeStyle
Tuần 4: Rumba hoặc Quickstep
Tuần 5: Jive hoặc Tango
Tuần 6: Paso Doble hoặc Foxtrot
Tuần 7: Samba và bài nhảy Cha-Cha-Cha tập thể (Exhibition Dance)
Tuần 8: Một vũ điệu chưa học (tự chọn) và bài nhảy Viennese Waltz tập thể (Exhibition Dance)
Tuần 9: Hai vũ điệu chưa từng học ở bảy tuần lễ đầu (Standard và Latin)
Tuần 10: Một vũ điệu yêu thích, vũ điệu tự do (FreeStyle) và những màn trình diễn của các cặp đôi đã bị loại.

## Nội dung
| Đôi                            | 2           | 3         | 4         | 5     | 6          | 7     | 7           | 8           | 8              | 9         | 9           | 10         | 10          |
| ------------------------------ | ----------- | --------- | --------- | ----- | ---------- | ----- | ----------- | ----------- | -------------- | --------- | ----------- | ---------- | ----------- |
| Thu Minh & Luchezar            | Waltz       | Freestyle | Rumba     | Tango | Paso Doble | Samba | Cha-Cha-Cha | Cha-Cha-Cha | Viennese Waltz | Quickstep | Jive        | Rumba      | Freestyle   |
| Thủy Tiên & Petyo              | Waltz       | Freestyle | Rumba     | Tango | Paso Doble | Samba | Cha-Cha-Cha | Jive        | Viennese Waltz | Quickstep | Cha-Cha-Cha | Samba      | Freestyle   |
| Nguyên Vũ & Petya              | Cha-Cha-Cha | Freestyle | Quickstep | Jive  | Foxtrot    | Samba | Cha-Cha-Cha | Paso Doble  | Viennese Waltz | Waltz     | Rumba       | Paso Doble | Freestyle   |
| Anh Khoa & Iva                 | Waltz       | Freestyle | Rumba     | Tango | Paso Doble | Samba | Cha-Cha-Cha | Jive        | Viennese Waltz | Quickstep | Cha-Cha-Cha |            | Freestyle   |
| Thanh Thúy & Aleks             | Cha-Cha-Cha | Freestyle | Quickstep | Jive  | Foxtrot    | Samba | Cha-Cha-Cha | Rumba       | Viennese Waltz |           |             |            | Cha-Cha-Cha |
| Đại Nghĩa & Valeriya           | Cha-Cha-Cha | Freestyle | Quickstep | Jive  | Foxtrot    | Samba | Cha-Cha-Cha |             |                |           |             |            | Paso Doble  |
| Thu Phương & Tisho             | Cha-Cha-Cha | Freestyle | Quickstep | Jive  | Foxtrot    |       |             |             |                |           |             |            | Foxtrot     |
| Huy Khánh & Tsveta             | Waltz       | Freestyle | Rumba     | Tango |            |       |             |             |                |           |             |            | Rumba       |
| Kim Hiền & Daniel              | Cha-Cha-Cha | Freestyle | Quickstep |       |            |       |             |             |                |           |             |            | Rumba       |
| Vĩ Văn & Anna Nikolaeva Sidova | Waltz       | Freestyle |           |       |            |       |             |             |                |           |             |            | Foxtrot     |

     Điệu vũ có điểm số cao nhất
     Điệu vũ có điểm số thấp nhất
     Trình diễn nhưng không chấm điểm